# گوستاوو موسکوسو
گوستاوو موسکوسو (اسپانیایی: Gustavo Moscoso‎؛ زادهٔ ۱۰ اوت ۱۹۵۵) بازیکن سابق و مربی فوتبال اهل شیلی است.
از باشگاه‌هایی که در آن بازی کرده‌است می‌توان به باشگاه فوتبال تیگرس اونال اشاره کرد.
وی همچنین در تیم‌های ملی فوتبال زیر ۲۰ سال شیلی و شیلی بازی کرده‌است.